# Шелбі (округ, Теннессі)
Шаблон:StateAbbr_ 35°11′ пн. ш. 89°53′ зх. д. / 35.18° пн. ш. 89.89° зх. д.
Округ  Шелбі (англ. Shelby County) — округ (графство) у штаті  Теннессі, США. Ідентифікатор округу 47157.

## Історія
Округ утворений 1819 року.

## Демографія
За даними перепису 2000 року загальне населення округу становило 897472 осіб, зокрема міського населення було 868248, а сільського — 29224. Серед мешканців округу чоловіків було 428645, а жінок — 468827. В окрузі було 338366 домогосподарств, 228644 родин, які мешкали в 362954 будинках. Середній розмір родини становив 3,18.
Віковий розподіл населення поданий у таблиці:
| Стать    | До 15 років | 15-21 | 22-29 | 30-39 | 40-49 | 50-65 | 65-85 | Понад 85 |
| -------- | ----------- | ----- | ----- | ----- | ----- | ----- | ----- | -------- |
| Чоловіки | 108471      | 46053 | 51350 | 66552 | 64688 | 57648 | 31170 | 2713     |
| Жінки    | 104310      | 44514 | 54321 | 72077 | 72936 | 64971 | 48027 | 7671     |

## Суміжні округи
- Тіптон — північ
- Файєтт — схід
- Маршалл, Міссісіпі — південний схід
- Десото, Міссісіпі — південь
- Кріттенден, Арканзас — захід

## Виноски
1. ↑  U.S. Decennial Census. United States Census Bureau. Архів оригіналу за 19 липня 2018. Процитовано 14 квітня 2015.
2. ↑  Historical Census Browser. University of Virginia Library. Архів оригіналу за 16 серпня 2012. Процитовано 14 квітня 2015.
3. ↑  Forstall, Richard L., ред. (27 березня 1995). Population of Counties by Decennial Census: 1900 to 1990. United States Census Bureau. Архів оригіналу за 21 лютого 2015. Процитовано 14 квітня 2015.
4. ↑  Census 2000 PHC-T-4. Ranking Tables for Counties: 1990 and 2000 (PDF). United States Census Bureau. 2 квітня 2001. Архів оригіналу (PDF) за 18 грудня 2014. Процитовано 14 квітня 2015.
5. ↑  State & County QuickFacts. United States Census Bureau. Архів оригіналу за 18 липня 2011. Процитовано 7 грудня 2013. [Архівовано 2011-08-09 у Wayback Machine.](англ.) Наведено за англійською вікіпедією.
6. ↑  American FactFinder. Бюро перепису населення США. Архів оригіналу за 26 лютого 2012. Процитовано 31 січня 2008. [Архівовано 2008-05-21 у Wayback Machine.]

| США | Це незавершена стаття з географії США. Ви можете допомогти проєкту, виправивши або дописавши її. |